# Einstein@Home
Einstein @ Home — проєкт добровольчих обчислень на платформі BOINC по перевірці гіпотези Ейнштейна про існування гравітаційних хвиль.
Проєкт стартував в рамках  Всесвітнього року фізики 2005 і координується  університетом Вісконсіна-Мілвокі (Мілвокі, США) і Інститутом гравітаційної фізики ім. Макса Планка (Ганновер, Німеччина), керівник —  Брюс Аллен.
З метою перевірки гіпотези проводиться складання атласу гравітаційних хвиль, випромінюваних неосесиметричними зорями, що швидко обертаються: нейтронними зорями (пульсарами), хитними зорями (англ. wobbling star), аккреціюючими (англ. accreting star) і пульсуючими зорями (англ. oscillating star). Дані для аналізу надходять з Лазерно-інтерферометричної гравітаційно-хвильової обсерваторії (LIGO) і GEO600.
Крім перевірки загальної теорії відносності Ейнштейна та отримання відповідей на питання «Чи поширюються гравітаційні хвилі з швидкістю світла?» і «чим вони відрізняються від електромагнітних хвиль?», пряме виявлення гравітаційних хвиль буде також являти собою важливий новий астрономічний інструмент (більшість нейтронних зір не випромінюють в електромагнітному діапазоні, тож гравітаційні детектори здатні привести до відкриття цілої серії раніше невідомих нейтронних зір). Наявність експериментальних доказів відсутності гравітаційних хвиль відомої амплітуди від відомих джерел поставить під сумнів саму загальну теорію відносності та розуміння сутності гравітації.